# Élection présidentielle américaine de 1964 dans le Wyoming
L'élection présidentielle américaine de 1964 dans le Wyoming a lieu le 3 novembre 1964 comme dans les 49 autres États qui composent les États-Unis ainsi que le district de Columbia. Les électeurs wyomingais choisissent des grands électeurs pour les représenter dans le collège électoral à travers un vote populaire. Le Wyoming dispose en 1964 de 3 grands électeurs. L'État donne l'ensemble de ses grands électeurs au candidat du Parti démocrate, le président des États-Unis sortant Lyndon B. Johnson. 
Le candidat vainqueur de ce scrutin dans tout le pays sera également Johnson, qui débutera un second mandat à la présidence des Eatts-Unis le 20 janvier 1965.    
Il s'agit à ce jour de la dernière élection présidentielle au cours de laquelle le Wyoming a été remporté par le candidat du Parti démocrate. 